# The Solar Baby

Logotipo de The Solar Baby.

The Solar Baby es una banda española de rock psicodélico fundada en 2018 en Palma del Río, Córdoba. Su propuesta musical combina stoner rock, psicodelia y elementos del rock andaluz más enérgico, construyendo una sonoridad densa, atmosférica y emocional.

## Historia

### Fundación (2018-2021)
El origen del proyecto se remonta a 2018, cuando el músico andaluz Moisés López comenzó a desarrollar ideas musicales en Sevilla, combinando loops, overdubs y bases instrumentales con influencias del stoner rock, la psicodelia de los años 70 y el rock andaluz.

### Reconocimiento local y refundación como banda completa (2021-2022)
En 2021, The Solar Baby recibió el reconocimiento del certamen La Música No Para, organizado por la Diputación de Córdoba, destacando entre más de 70 propuestas musicales por su “perseverancia e innovación musical”.
La formación como banda se consolidó en 2022, en Palma del Río (Córdoba), con la incorporación de Alfonso Belmonte (bajo) y Lali Monje (batería), comenzando a actuar en directo con una propuesta introspectiva y emocional basada en texturas densas, riffs atmosféricos y una sonoridad singular dentro de la escena andaluza emergente.

### Crecimiento y primeros Logros (2023-2024)
En 2023, colaboraron en el proyecto One Take Project, un cassette recopilatorio editado por el sello Magnetic Pie Records, grabando su tema en una toma directa a cinta con técnicas analógicas
Tras varios conciertos, fueron seleccionados para participar en la final del Encuentro de Bandas de la sala Palo Palo en Marinaleda, ganando una grabación de la actuación.
También grabaron una canción para el vinilo recopilatorio Explosión Colectiva II (Córdoba), que reúne a bandas emergentes de la provincia.
La banda publica su primer EP el 20 de septiembre de 2024.
El 20 de marzo de 2025, The Solar Baby participó en el programa Al Sur Conciertos de Canal Sur Radio y Televisión, grabado en la Sala Circular en Sevilla. En dicho programa interpretaron cuatro temas originales y ofrecieron una entrevista que repasó su trayectoria artística.

## Estilo musical
La banda se mueve entre el rock psicodélico, el stoner y la experimentación sonora con raíces andaluzas, creando densas y oscuras atmósferas.

## Miembros
- Moisés López – guitarra y voz
- Alfonso Belmonte – bajo
- Lali Monje – batería y coros

## Discografía

### EPs
- Unaware Trip (2024)

### Recopilatorios
- Explosión Colectiva II (2023)
- One Take Project (2023)

## Premios y nominaciones
| Año  | Artista  | Álbum/Proyecto      | Categoría       | Resultado |
| ---- | -------- | ------------------- | --------------- | --------- |
| 2021 | Él mismo | La Música no para   | Banda emergente | Ganador   |
| 2023 | Él mismo | Encuentro de bandas | Banda emergente | Ganador   |